# Лендюк, Устинья Владимировна
Устинья Владимировна Лендюк — советский хозяйственный, государственный и политический деятель, Герой Социалистического Труда.

## Биография
Родилась в 1950 году. Член КПСС.
С 1966 года — на хозяйственной, общественной и политической работе. В 1966—1987 гг. — колхозница, звеньевая, председатель колхоза имени Мичурина Гусятинского района Тернопольской области.
Указом Президиума Верховного Совета СССР от 8 декабря 1973 года присвоено звание Героя Социалистического Труда с вручением ордена Ленина и золотой медали «Серп и Молот».
Избиралась депутатом Верховного Совета СССР 9-го, 10-го, 11-го созывов.